# PlayWay
PlayWay S.A. – polski producent i wydawca gier komputerowych, powstały w 2011 roku z inicjatywy Krzysztofa Kostowskiego.
Firma zajmuje się produkcją oraz wydawaniem gier komputerowych (głównie nisko- i średniobudżetowych tytułów), oraz wspiera finansowo projekty innych rodzimych zespołów deweloperskich. Na chwilę obecną, podlega mu kilkadziesiąt grup deweloperskich, których produkcje reprezentują różne gatunki gier wideo.
W październiku 2016 roku spółka oficjalnie zadebiutowała na głównym rynku GPW.

## Wydane gry
| Nazwa gry                          | Producent                    | Rok wydania |
| ---------------------------------- | ---------------------------- | ----------- |
| Contraband Police                  | Crazy Rocks Studios          | 2023        |
| SimRail                            | Simrail S.A.                 | 2023        |
| accident                           | Duality games                | 2021        |
| Car Trader Simulator               | Live Motion Games            | 2020        |
| Cooking Simulator                  | Big Cheese Studio            | 2019        |
| Bad Dream Fever                    | Desert Fox                   | 2018        |
| Thief Simulator                    | Noble Muffins                | 2018        |
| The Works of Mercy                 | Pentacle                     | 2018        |
| ESport Manager                     | InImages                     | 2018        |
| Agony                              | Madmind Studio               | 2018        |
| Farm Manager 2018                  | Cleversan Software           | 2018        |
| Demolish & Build 2018              | Noble Muffins                | 2018        |
| Ultimate Fishing Simulator         | Ultimate Games SA, Bit Golem | 2018        |
| Gold Rush: The Game                | Code Horizon                 | 2017        |
| Project Remedium                   | Atomic Jelly                 | 2017        |
| Car Mechanic Simulator 2018        | Red Dot Games                | 2017        |
| Farm Expert 2018 Mobile            |                              | 2017        |
| Ultimate Fishing Simulator Mobile  |                              | 2017        |
| Slice, Dice & Rice                 | Dojo Games                   | 2017        |
| Train Mechanic Simulator 2017      | Si7 Studio                   | 2017        |
| Bad Dream Coma                     | Desert Fox                   | 2017        |
| 911 Operator                       | Jutsu Games                  | 2017        |
| Robot Squad Simulator 2017         | Bit Golem                    | 2017        |
| Ships 2017                         | FragOut                      | 2017        |
| Demolish & Build Company 2017      | Noble Muffins                | 2017        |
| Giant Machines 2017                | Code Horizon                 | 2016        |
| Farm Expert 2017                   | Silden                       | 2016        |
| The Way                            | Puzzling Dream               | 2016        |
| Truck Mechanic 2015                |                              | 2015        |
| Construction Machines 2016         | Noble Muffins                | 2015        |
| Helicopter: Natural Disasters      | Si7                          | 2015        |
| Car Mechanic Simulator 2015        | Red Dot Games                | 2014        |
| Professional Farmer 2015           |                              | 2014        |
| Chronicle Keepers: Dreaming Garden | Novaq Games                  | 2014        |
| Farm Machines Championships 2014   | Silden                       | 2014        |
| Car Mechanic Simulator 2014        | Red Dot Games                | 2014        |
| Diner Mania                        | InImages                     | 2014        |
| Construction Machines 2014         | GameCask                     | 2013        |
| OddPlanet                          | Indievision                  | 2013        |
| Construction Machines 2013         | Gamecask                     | 2013        |
| Old Village Simulator 1962         |                              | 2012        |
| Crazy Cooking                      | Rhema Group                  | 2012        |
| Farm Machines Championships 2013   |                              | 2012        |
| American LowRiders                 | Red Dot Games                | 2012        |
| Karate Panda                       | Moriquendi                   | 2010        |

## Spółki zależne
Na rok 2018, w skład tzw. Grupy kapitałowej PlayWay S.A. wchodziły następujące studia:
- CreativeForge Games S.A.
- Ultimate Games S.A.
- Polyslash sp. z o.o.
- Madmind Studio sp. z o.o.
- Atomic Jelly sp. z o.o.
- Code Horizon sp. z o.o.
- Rejected Games sp. z o.o.
- Frozen District sp. z o.o.
- Pentacle sp z o.o.
- Pyramid Games sp. z o.o.
- Iron Wolf Studio S.A.
- Imaginalis Games sp z o.o.
- Live Motion Games sp. z o.o.
- Games Operators Sp z. o.o. (dawniej Creative Octopus sp. z o.o.)
- Rebelia Games sp. z o.o.
- Circus sp. z o.o.
- Total Games sp. z o.o.
- Sonka S.A.
- DeGenerals S.A.
- Nesalis Games sp. z o.o.
- InImages sp. z o.o.
- Woodland Games sp. z o.o.
- Duality S.A.

## Jednostki stowarzyszone
Spółka posiada również znaczne udziały (wywierając na nie znaczący wpływ) w:
- K202 sp. z o.o.
- ECC Games S.A.

## Spółki sprzedane
W minionych latach PlayWay dokonał wyjścia z inwestycji w następujące spółki:
- Moonlit sp. z o.o.[8]
- Movie Games S.A. - sprzedaż w 2023 roku w ramach transakcji ABB[9][10][11]
- Punch Punk Sp. z o.o.[8]
- SimFabric Sp. z o.o. (dawniej Emilus IT Solutions sp. z o.o.) - sprzedaż udziałów w 2022 roku[12]